# Via delle Cinque Lune
Via delle Cinque Lune è un film del 1942 diretto da Luigi Chiarini.
Prima pellicola diretta da Chiarini, venne interamente prodotta nell'ambito del Centro sperimentale di cinematografia, i cui allievi ed ex allievi hanno costituito gran parte del cast artistico e tecnico, ed è stata comunemente considerata come una delle opere di maggior rilievo della corrente cinematografica nota con il nome di "calligrafismo".

## Trama
Roma, intorno all'anno 1840. In via delle Cinque Lune vive la timida ed ingenua Ines, il cui padre Federico, che ha un negozio di orologiaio, ha sposato in seconde nozze la volitiva ed ancora piacente sora Teta. Egli, già malato, scopre che contro la sua volontà la moglie, con la complicità del subdolo Professore, sta usando il negozio come punto di prestiti ad usura. A causa del litigio che ne segue Federico è colpito da un malore e muore.
Ines, rimasta a vivere con la matrigna, disprezza il fatto che ella abbia definitivamente trasformato il negozio paterno in un "montino" (piccolo monte dei pegni), arricchendosi a danno della povera gente del rione, tra cui anche Anna, loro vicina di casa, la cui figlia Maria è la migliore amica di Ines. Accetta quindi la corte di Checco, giovane di modesta condizione, bello ma irresoluto ed indolente, che lavora nel negozio di uno scultore. Checco le piace, ma spera anche in tal modo di potersene andare da una casa in cui non vuole più stare.
La sora Teta si oppone al progetto della figliastra, pretendendo di essere lei a sceglierle il marito. Quando però incontra Checco è attratta dalla sua bellezza e, nonostante la differenza di età, se ne invaghisce. Permette quindi che i due si frequentino e offre il pranzo del loro fidanzamento, ma, senza scrupoli per i sentimenti di Ines, dopo averlo associato ai lauti affari della gestione dei pegni, lo fa diventare il suo amante. Checco è debole e benché voglia davvero bene ad Ines, non si sottrae all'improvvisa ricchezza ed alle attenzioni della donna matura, ma ancora sensuale.
Poi si pente del suo comportamento, lascia l'attività presso il "montino" e torna a lavorare con lo scultore. Ora Ines e Checco sono felici ed innamorati, fanno progetti matrimoniali seri e si preoccupano anche di non lasciare Teta da sola. Ma costei non ha rinunciato al giovane ed un giorno fa in modo di trovarsi sola in casa con Checco che anche questa volta non è capace di resistere alle sue lusinghe. Proprio allora Ines rientra in casa inaspettatamente e trova assieme i due amanti. Sconvolta dal dolore, si uccide gettandosi nella tromba delle scale. Troppo tardi Checco urla il suo dolore accusando Teta di essere la responsabile della tragica morte di Ines.

## Produzione
Il film fu interamente finanziato dalla Cines da poco rinata nella sua "terza vita" come società di produzione pubblica su impulso di Luigi Freddi, al tempo direttore di Cinecittà e Presidente dell'E.N.I.C.. Era stato lo stesso Chiarini a proporre a Freddi che il Centro Sperimentale, oltre a svolgere funzioni didattiche, diventasse anche un luogo di produzione per film che «serviranno di scuola per gli allievi, contribuiranno alla soluzione del problema autarchico del settore cinematografico, potranno servire a fare propaganda per gli scopi politici che il Regime si prefigge». Queste proposte non restarono inascoltate: a testimoniare l'importanza che veniva attribuita a questa produzione il set fu visitato durante la lavorazione del film da numerose Autorità del Regime, tra cui lo stesso Ministro della cultura popolare Pavolini
La lavorazione del film venne quindi realizzata non (come inizialmente previsto) a Cinecittà, bensì nei teatri di posa del Centro Sperimentale. Le riprese, in un primo tempo programmate per giugno 1941, iniziarono il 26 novembre 1941, concludendosi intorno alla metà di gennaio dell'anno successivo. Nel teatro di posa del Centro furono ricostruiti gli scorci della Roma d'epoca, per i quali lo scenografo Guido Fiorini, insegnante presso il Centro Sperimentale e Vittorio Valentini, studente del Centro, si documentarono sulle opere del Thomas e del Pinelli.

### Soggetto e sceneggiatura
Via delle Cinque Lune è tratto dal racconto O Giovannino o la Morte che Matilde Serao pubblicò nel 1888, ambientandolo a Napoli, nel rione dove aveva abitato al suo rientro in quella città dopo il soggiorno romano. Già nel primo dopoguerra ne era stato tratto un dramma teatrale in tre atti rappresentato da Ernesto Murolo. 

Luisella Beghi ed Andrea Checchi sono la timida e sfortunata Ines ed il debole Checco nel film di Chiarini

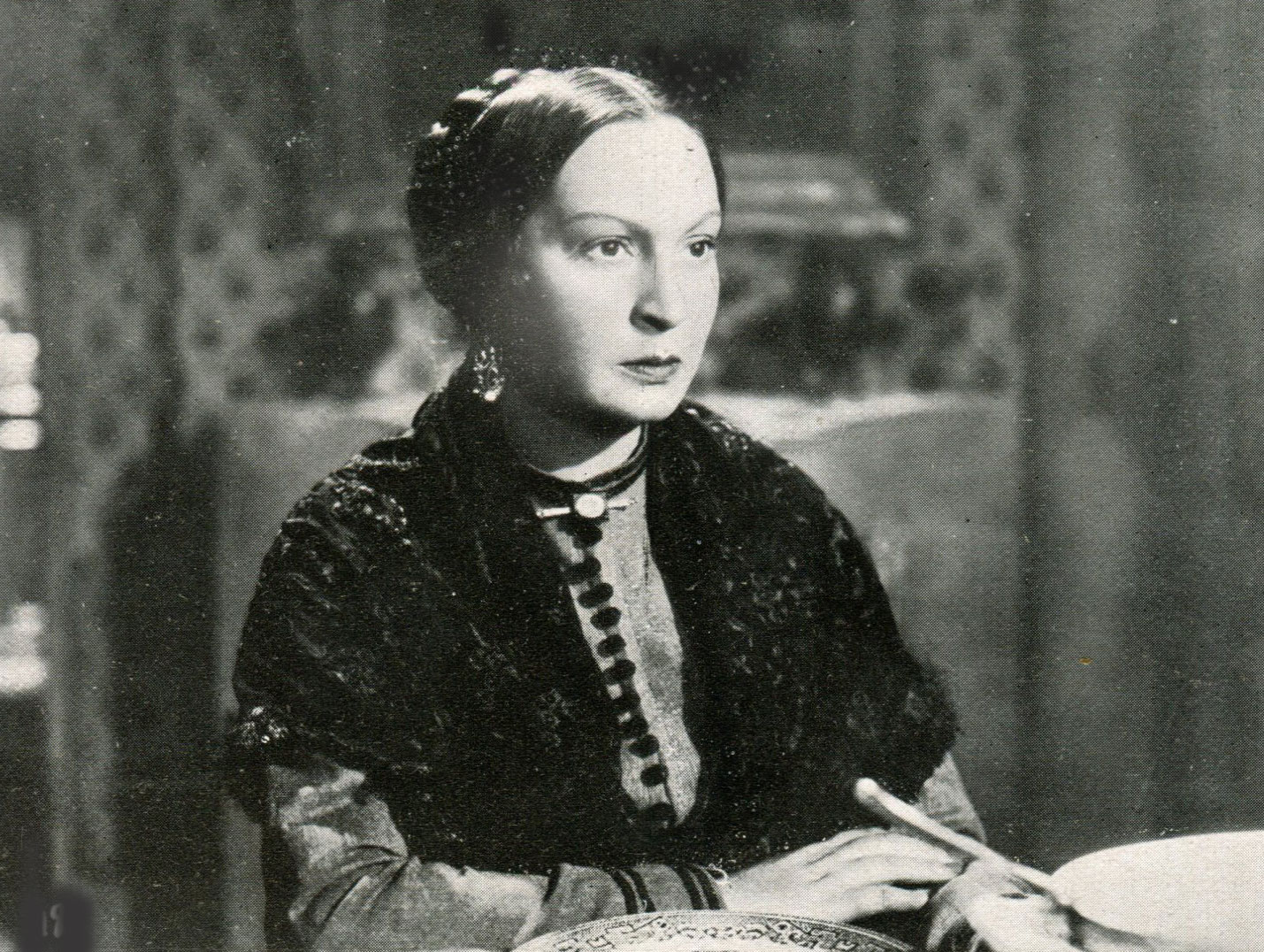
L'interpretazione che Olga Solbelli fece della avida e sensuale sora Teta fu da molti ritenuta la migliore della sua carriera cinematografica

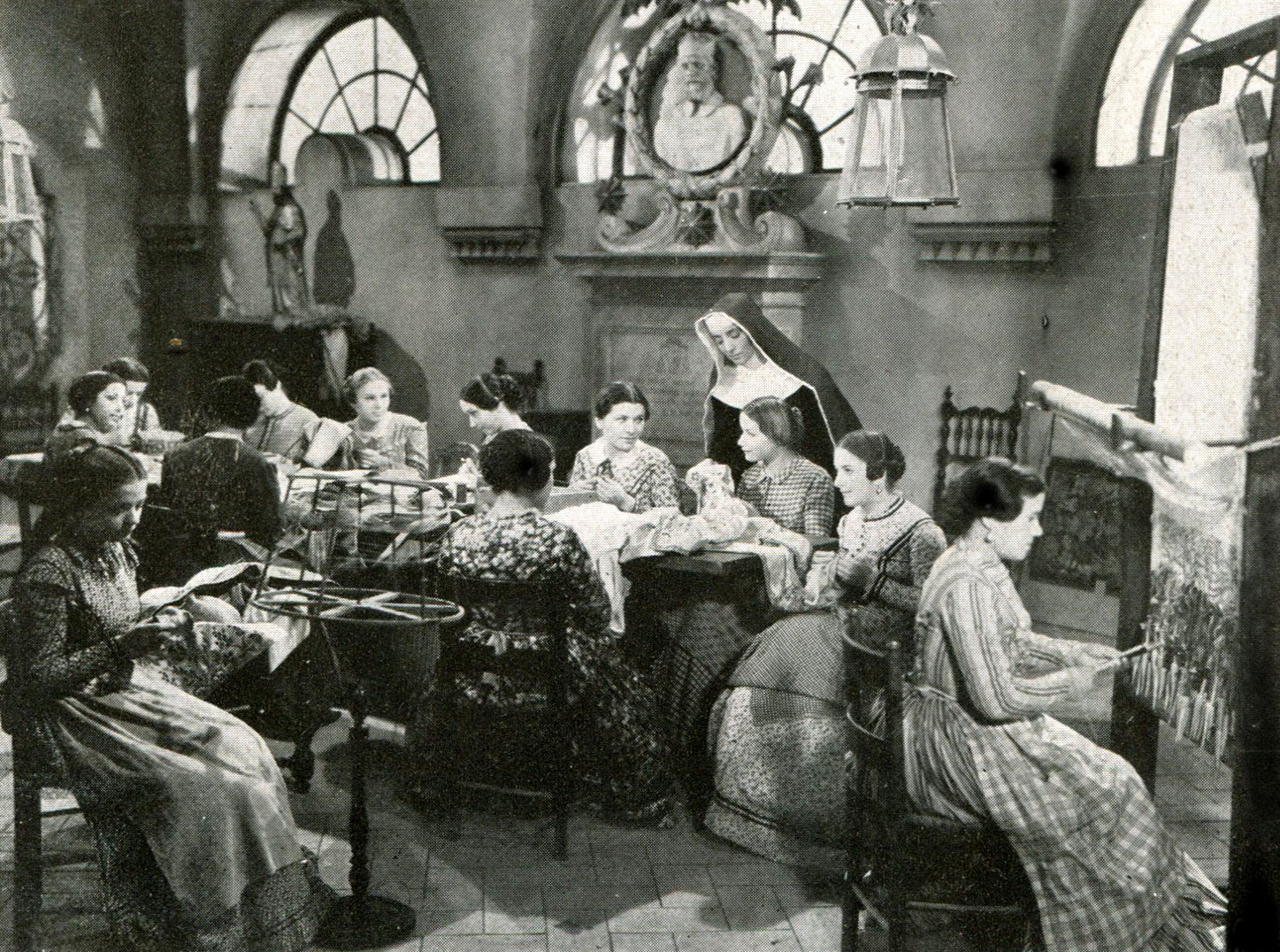
Inquadratura del Laboratorio delle suore; scena del film nella quale sono presenti le allieve del Centro Sperimentale che interpretarono il film

Gli sceneggiatori preferirono trasferire l'ambientazione da Napoli a Roma, in quanto, come ha precisato il regista Chiarini, «tutti conoscevamo meglio Roma e c'era molto più da documentarsi sulla Roma di Pinelli che sulla Napoli della Serao».
Alla sceneggiatura provvide lo stesso gruppo. composto oltre che dal regista, da Umberto Barbaro e da Francesco Pasinetti, che già aveva collaborato scrivendo il trattamento de La peccatrice, diretto nel 1940 da Palermi e considerata un'opera abbastanza innovativa per l'epoca. I tre autori erano tutti esponenti del Centro Sperimentale di Cinematografia, «impegnati, sia pure in ruoli distinti, nella formazione e nella diffusione di una cultura cinematografica estranea a qualunque tentazione provinciale ed autarchica», . Alla sceneggiatura collaborò anche, senza essere accreditato, Piero Pierotti, che era stato allievo del Centro e che fu anche aiuto regista. I dialoghi furono poi rivisti da Trilussa con la finalità di renderli più rispondenti alle espressioni idiomatiche romanesche.

### Cast
Il proposito di Chiarini di utilizzare il film come scuola per gli allievi del Centro fu in gran parte realizzato, dato che molti di essi contribuirono alla lavorazione sia come attori che come tecnici. Agli allievi che ancora frequentavano i corsi furono affiancati due "ex" quali Luisella Beghi ed Andrea Checchi, già professionisti essendosi diplomati rispettivamente nel 1938 e 1939. Il cast artistico fu poi completato inserendo accanto agli elementi del Centro un certo numero di attori provenienti dal teatro dialettale romano, tra i quali Gildo Bocci e Pina Piovani. Nelle fasi preparatorie si era parlato di una partecipazione di Carla Del Poggio, ma poi questa ipotesi non si realizzò, per cui l'unica attrice estranea a quelle due provenienze fu Olga Solbelli, scelta da Chiarini per quella che molti ritennero la sua interpretazione più importante e riuscita. Tra le partecipazioni anche quella di un allora diciottenne Achille Togliani, qui per la prima volta sul set con la canzone La signora di trent'anni fa.
Anche gli apporti tecnici furono curati dal Centro Sperimentale, in particolare per la scenografia, per la quale fu riutilizzata la stessa scala intricata che era già apparsa due anni prima ne La peccatrice. Il futuro regista Antonio Pietrangeli, a quel tempo docente presso il Centro Sperimentale, svolse le funzioni di assistente alla regia. Gli unici apporti tecnici esterni al Centro furono quelli di Carlo Montuori, che curò la fotografia, e di Mario Serandrei, a cui si deve il montaggio del film.
La via delle Cinque Lune, come ricorda un articolo di presentazione del film apparso sulla Illustrazione italiana, era una stretta strada ubicata a Roma nelle vicinanze della Piazza Navona che compare fugacemente in un famoso sonetto del Belli, e che ai tempi della realizzazione del film, era già «scomparsa da parecchi anni sotto i colpi del piccone risanatore, sparita in mucchi di pietre e calcinacci». Il toponimo è comunque rimasto nel nome di un'attuale piazza romana, anch'essa posta nei pressi di Piazza Navona.
La ricostruzione dell'ambiente popolare romano operata dagli sceneggiatori del film, trasferendo in quel contesto l'originaria ambientazione napoletana del racconto della Serao, provocò critiche speculari. Da un lato il milanese Corriere della Sera giudicò che «la piccola spina del mazzo fiorito riguarda l'eccesso di colore locale in cui la vicenda è inserita», dall'altro il napoletano Il Mattino rivendicò che «trasportato nel clima della Roma del 1840, il dramma perde per noi molto del suo intenso aroma e del suo vampante vigore».

## Distribuzione

### Divieti
Nonostante il tema apparentemente "innocuo", via delle Cinque Lune incontrò due difficoltà con il regime. Una fu dovuta ad alcuni versi del Belli, facenti parte del sonetto Piazza Navona che viene declamato durante il pranzo di fidanzamento di Ines e Checco, nel quale compariva il verbo "magnà" (mangiare) riferito ai potenti ed in questo caso Charini fu costretto a tagliare, sostituendo i versi sgraditi. Il regista riuscì invece a spuntarla per la seconda questione, quella del suicidio: «era una cosa - ha detto - proibita. un argomento vietato. Dovetti faticare assai per farlo passare» e per alcuni, questo è uno dei meriti "storici" del film.
La censura impose comunque un divieto di visione per i minori di 16 anni, Via delle Cinque Lune si trovò così nello stesso anno in compagnia di alcune altre pellicole come La cena delle beffe - in questo caso a causa dell'istantaneo "nudo" della Calamai - o il don Giovanni diretto da Dino Falconi. Infatti, a questo proposito, il giudizio sul film espresso dall’Osservatore romano fu di «difetto di sostanza morale (che) impone perciò molte riserve»

## Accoglienza

### Incassi
In base ai dati disponibili a Via delle Cinque Lune non arrise un significativo risultato economico. Avrebbe infatti incassato circa un milione e 900.000 lire dell'epoca. Non molti a confronto dei film più "ricchi" del periodo che, in base agli stessi dati, risultarono Noi vivi con circa 11 milioni e mezzo e Giarabub, che superò i 10 milioni.
Il film diretto da Chiarini uscì nelle sale cinematografiche nel maggio 1942 (La prima proiezione pubblica è datata 11 maggio), ottenendo prevalenti commenti positivi da parte della critica, ma un modesto risultato commerciale.

### Critica

#### Critica contemporanea
Già al tempo della sua uscita il film fu considerato in alcuni commenti eccessivamente formale e poco verista. Tra questi Cinema che osservò come «mentre il racconto della Serao si impone come opera di schietta natura veristica, il film non ha saputo, né poteva, reggere con quello il passo verso la ricerca di una verità». Di analogo tenore il giudizio della Illustrazione italiana secondo cui «la raffinatezza formale, degna tuttavia di molta considerazione, resta estranea, staccata, disunita dal contenuto del film». Ma, secondo La Stampa «questo errore è di quelli che si giustificano per la loro stessa nobiltà ed è il solo evidente di tutto il film».

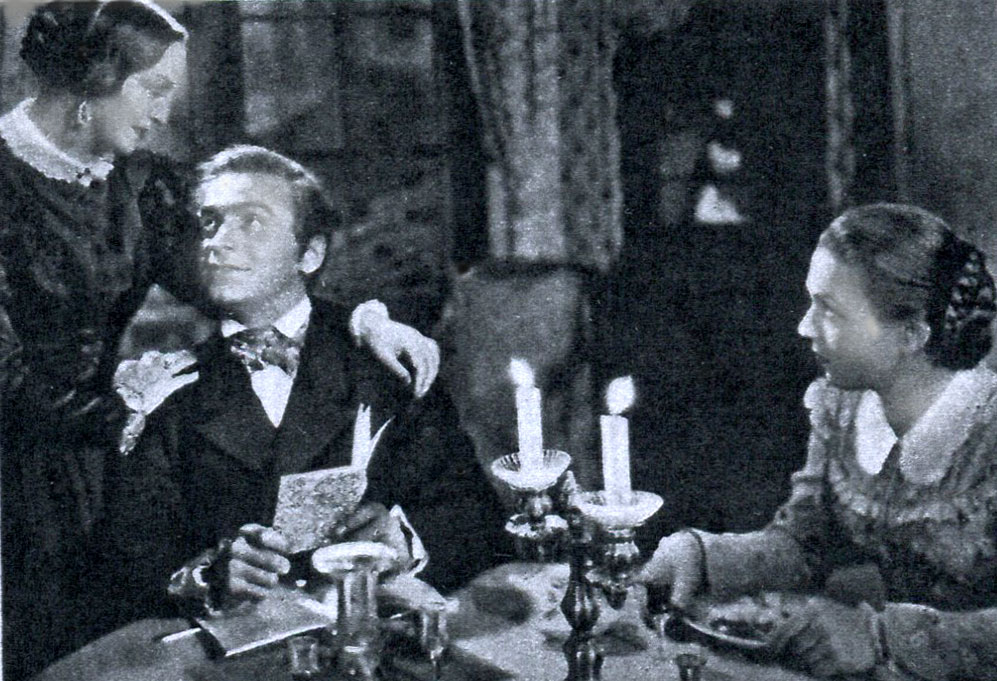
I tre protagonisti: Olga Solbelli, Andrea Checchi e Luisella Beghi

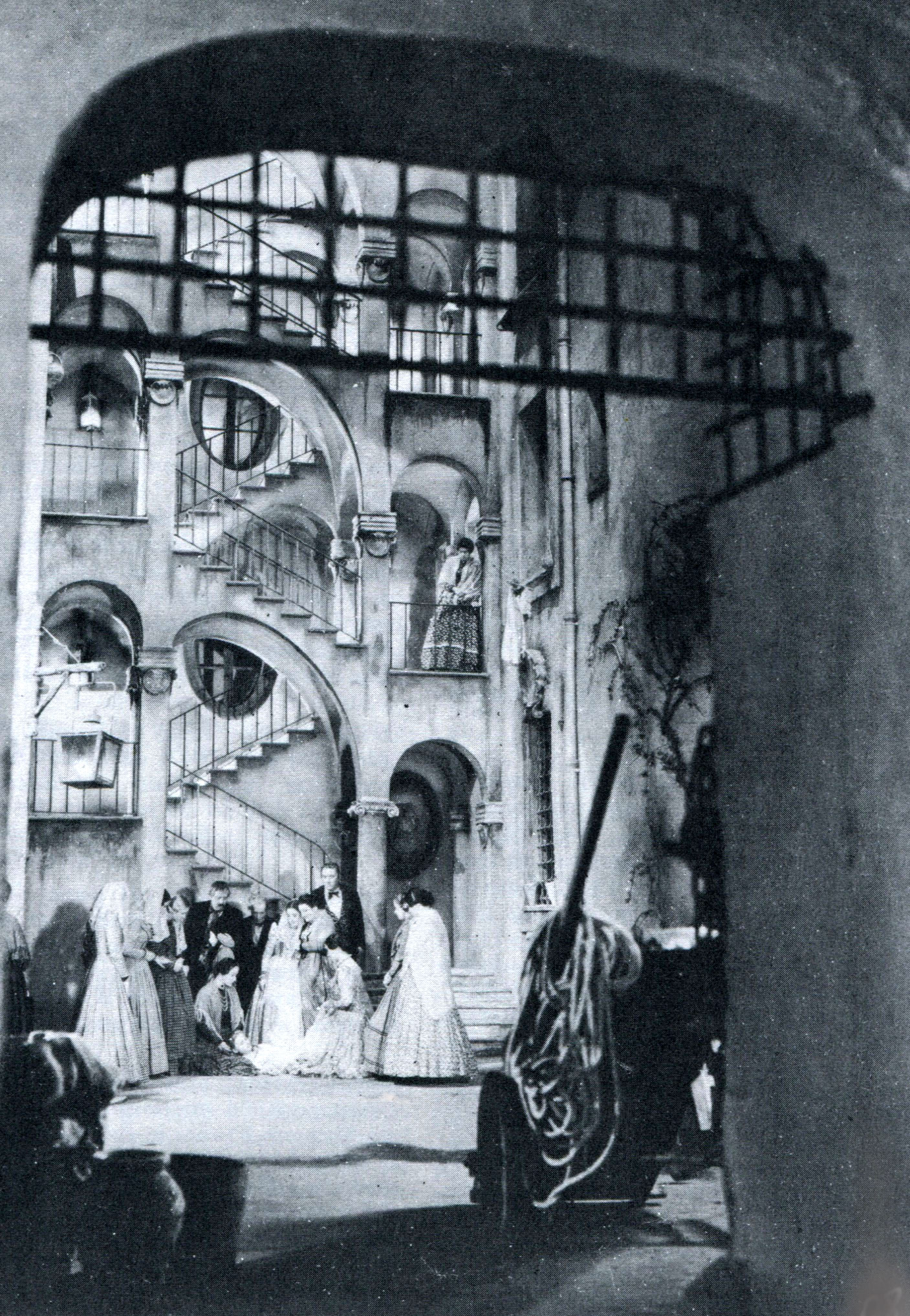
La drammatica scena finale della morte di Ines, esanime al suolo attorniata dai vicini. La scala intricata utilizzata per questa ripresa è la stessa già inquadrata ne La peccatrice (1940)

Più decisi gli apprezzamenti del Corriere della sera che definì Via delle Cinque Lune «un film azzeccato; il suo merito numero uno è quello di dar fiato ad alcuni tipi (..).Altro merito del film è quello di essere sfuggito all'insidia dell'abusato lieto fine», e del Messaggero che scrisse di una «trasposizione minuziosa ed abile, soprattutto se si pensa alle difficoltà di trasportare il napoletanissimo racconto nella Serao nella Roma del Belli. Quel che più conta per un regista al suo esordio, il racconto è ben articolato e chiaro e gli interpreti sono ben diretti».
Il commento più lusinghiero restò quella del quotidiano romano Il Tevere, elaborato da un Giorgio Almirante nell'insolita veste di critico cinematografico: «Chiarini è riuscito a creare un ambiente ad un tempo arioso e preciso, vivo e letterario, soldo e preciso (..). Nella congerie di film nati per caso, le opere di ingegno come questa vanno salutate come opere sicure delle più alte mete cui tende la nostra cinematografia».
In ogni caso la critica fu unanime nel lodare la prova della Solbelli: «raffigura Teta con un'autorità, una precisione, un senso vivo del personaggio che la pongono senz'altro nel novero delle nostre migliori caratteriste». Un giudizio che non cambiò negli anni successivi: «la sora Teta è il personaggio più bello e corposo della carriera cinematografica della Solbelli (che) riesce a dar vita al dramma di una donna combattuta tra tentazioni e sensi di colpa».

#### Commenti successivi
Nei giudizi retrospettivi i rilievi sul "calligrafismo" che erano solo accennati in alcuni dei commenti del tempo diventarono, più che il valore in sé del film, il suo prevalente elemento di valutazione. Così Rondolino associa via delle Cinque Lune «al cinema che viene definito calligrafico per il gran peso che vi ebbe la cura formale. È un cinema di "opposizione passiva" al regime che nella ricerca stilistica fuggiva dall'impegno che il momento storico avrebbe richiesto». Ma, secondo Bragaglia si tratta di una critica che eleggeva a proprio modello il realismo e «proprio con questo film si ottiene il miglior risultato tra le molte trasposizioni delle opere della Serao».
Successivamente il Mereghetti ha confermato il giudizio di «un buon esempio di quel calligrafismo polemicamente attento ai valori formali che ebbe il merito di elevare la produzione media del periodo. Né va sottovalutata la trasgressione erotica come sintomo di insofferenza nei confronti della morale corrente».

## Riconoscimenti
Alla Mostra di Venezia del settembre 1942, l'ultima prima che l'Italia venisse travolta dalla guerra, Luigi Chiarini, Umberto Barbaro e Francesco Pasinetti furono premiati per via delle Cinque Lune, quale miglior sceneggiatura della stagione 1941 - 1942.